# I Ain’t a Judas
«No Soy un Judas» —título original en inglés: «I Ain’t a Judas» es el decimoprimer episodio de la tercera temporada de la serie de terror y apocalíptica The Walking Dead. Se transmitió en AMC en los Estados Unidos el 24 de febrero de 2013. En España, el episodio se transmitió el 25 de febrero, mientras que en Latinoamérica el episodio se emitió el 26 de febrero del mismo año respectivamente por FOX International. El episodio está dirigido por Greg Nicotero y el guion estuvo a cargo de Angela Kang.
En este episodio Rick y su grupo deben tomar una decisión, ya que ahora nada garantiza su seguridad. Andrea se siente incómoda en Woodbury ahora que se ha vuelto un estado policial. 

## Trama
Después de que El Gobernador (David Morrissey) diera su primer asalto a la prisión, Hershel (Scott Wilson) quiere abandonar la prisión. Merle (Michael Rooker) señala que ahora es demasiado tarde para eso; El Gobernador ha tenido tiempo más que suficiente para bloquear todas las rutas de escape posibles, además, The Gobernador puede simplemente asediar la prisión y matar de hambre. Rick (Andrew Lincoln) y Glenn (Steven Yeun), sin embargo, argumentan que el grupo debería quedarse, pero no tienen suficiente municiones para limpiar la prisión de los caminantes. Rick comienza a alejarse, y Hershel lo reta a despejar la cabeza para que pueda guiarlos. Incluso Carl ve que su padre se beneficiaría de un descanso y sugiere que permita que Hershel y Daryl (Norman Reedus) se hagan cargo, El Gobernador está preparando a Woodbury para una guerra total, a los civiles, incluidas las mujeres y los adolescentes, se les dan armas y se les enseña a usarlas, en preparación para el combate, Andrea (Laurie Holden) se inquieta por esto y pide que se vaya para negociar una paz con la prisión, pero el Gobernador la desalienta, lo que implica que no será bienvenida si se va.
Andrea le pide a Milton (Dallas Roberts) que la ayude a escabullirse, lo que Milton le informa al Gobernador (de acuerdo con su tarea de "vigilarla"). El Gobernador le dice a Milton que la ayude, en el bosque, Milton ayuda a Andrea a capturar y deshabilitar a un caminante, seccionandole sus brazos, rompiendo sus mandíbulas y atándolo (imitando el estilo de Michonne (Danai Gurira). Mientras lo hacen, el grupo de Tyreese (Chad L. Coleman) se encuentra con ellos y mata a varios caminantes que se aproximan, Milton acepta llevar al grupo de Tyreese de vuelta a Woodbury, mientras que Andrea se va con su andador discapacitado a la prisión. Mientras que en la prisión, Glenn sugiere tranquilamente entregarle a Merle al Gobernador con la desesperada esperanza de apaciguarlo. Merle, mientras tanto, trata de enmendar a Michonne por tratar de matarla, afirmando que solo estaba cumpliendo órdenes y que no estaba orgulloso de todo lo que eso implicaba.
La llegada de Andrea a la prisión es recibida con desconfianza, especialmente por parte de Rick, quien la maneja con dureza mientras procede en hacerle una revisión de armas, después de ponerse al día con las muertes que el grupo ha sufrido, les advierte que Woodbury se está preparando para una guerra y se ofrece a negociar una tregua, creyendo que la paz no es una opción, Rick le dice a Andrea que los ayude a escabullirse dentro de Woodbury para un ataque sorpresa, pero ella se niega, Michonne más tarde le dice a Andrea El Gobernador envió a Merle a matarla (Michonne), demostrando que no permitirá que nadie se vaya si no están bajo su control, mientras que en Woodbury, el grupo de Tyreese ha sido llevado al edificio de la enfermería donde se limpian y el Gobernador les da su amistoso discurso de bienvenida y discuten sus experiencias, Allen (Daniel Thomas May) revela que habían estado en la prisión, donde el líder "loco", llamado Rick, los expulsó. Tyreese le da al Gobernador la misma oferta que le había ofrecido a Rick: ayudar y ganar su sustento, El Gobernador pregunta si podrían proporcionar un diseño de la prisión. Allen y Tyreese, queriendo ser admitidos en Woodbury están de acuerdo, mientras que Sasha (Sonequa Martin-Green) se muestra muy reticente.
Mientras que Andrea visita a Judith, Carol (Melissa McBride) silenciosamente la presiona para asesinar al Gobernador, el grupo le da a Andrea un automóvil para su viaje de regreso a Woodbury, donde la saludan de nuevo con una serie de armas apuntando hacia ella, ella le da al Gobernador un informe completo. El episodio concluye cuando Beth (Emily Kinney) comienza a cantar "Hold On" (una canción de Tom Waits con el fin de aumentar la moral en la prisión. Mientras Beth canta, Rick dice que irá por armas. Él y Merle también comparten una mirada de antagonismo. Más tarde, en su habitación cuando un Philip dormido, aparece Andrea desnuda con un cuchillo a la garganta del Gobernador y contempla matarlo, pero no tiene el valor suficiente para hacerlo.

## Continuidad
- Emily Kinney interpreta el tema '"Hold On" tema original de Tom Waits.
- Andrea vuelve a compartir con su grupo original.

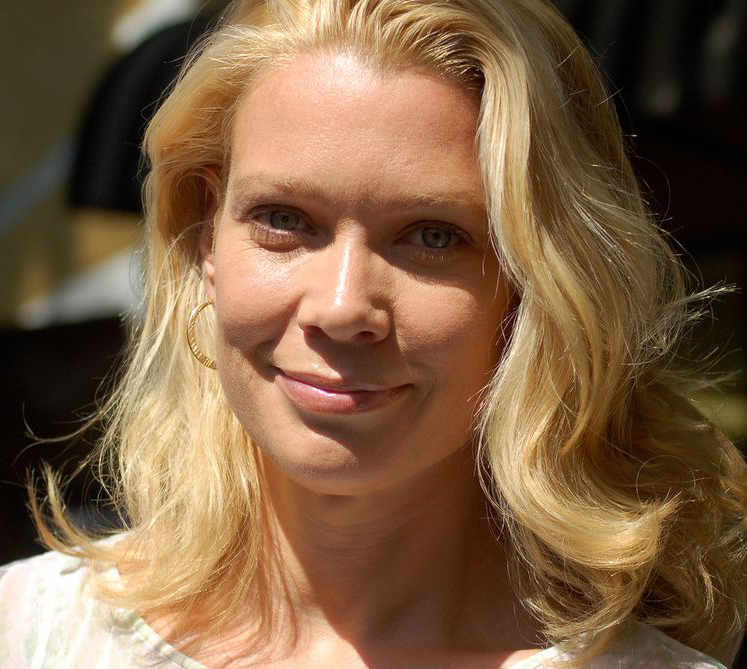
Laurie Holden quien interpreta a Andrea fue elogiada sobre el desarrollo de su personaje en este episodio.

## Recepción

### Respuesta Crítica
Zack Handlen, escribiendo para The A.V. Club, calificó el episodio B en una escala de A a F, comentando: "The Walking Dead es bueno para el mecanismo de suspenso más básico que existe, pero hay más en la narración de cuentos que en el cuerpo". Eric Goldman en IGN fue más crítico, y dio el episodio 6.8 sobre 10, ya que el episodio fue muy centrado en Andrea, y esta temporada no le gustó el personaje. Sin embargo sí le gustó el regreso de Tyreese y el plan de Carol para matar al Gobernador.

### Audiencia
La transmisión original, el 24 de febrero de 2013, fue vista por un estimado de 11.01 millones de televidentes, con un descenso en la audiencia del episodio anterior.